# Junichi Inoue
Junichi Inoue –en japonés, 井上純一, Inoue Junichi– (Arakawa, 26 de diciembre de 1971) es un deportista japonés que compitió en patinaje de velocidad sobre hielo. 
Participó en dos Juegos Olímpicos de Invierno, obteniendo una medalla de bronce en Albertville 1992, en la prueba de 500 m, y el sexto lugar en Lillehammer 1994, en la misma prueba. Ganó una medalla en el Campeonato Mundial de Patinaje de Velocidad sobre Hielo en Distancia Corta de 1994.

## Palmarés internacional
| Juegos Olímpicos                      | Juegos Olímpicos      | Juegos Olímpicos  | Juegos Olímpicos      |
| Año                                   | Lugar                 | Medalla           | Prueba                |
| ------------------------------------- | --------------------- | ----------------- | --------------------- |
| 1992                                  | Albertville (Francia) | Medalla de bronce | 500 m                 |
| Campeonato Mundial en Distancia Corta |                       |                   |                       |
| Año                                   | Lugar                 | Medalla           | Prueba                |
| 1994                                  | Calgary (Canadá)      | Medalla de bronce | Clasificación general |